# 朝鮮民主主義人民共和国の歴史
朝鮮民主主義人民共和国の歴史（ちょうせんみんしゅしゅぎじんみんきょうわこくのれきし）は、朝鮮の歴史のうちで、1948年9月9日に独立・建国された朝鮮民主主義人民共和国（北朝鮮）に関する歴史である。
北朝鮮は、ソビエト連邦（ソ連）による朝鮮占領期に国家の基盤が形成されていた。
建国当初は、北緯38度線以北の朝鮮を領土としていたが、朝鮮戦争休戦以降は軍事境界線以北の朝鮮を領土としている。

## 建国直前

第一代最高指導者、金日成主席

第二次世界大戦末期に日本へ宣戦布告をしたソ連は、朝鮮北東部（咸鏡北道）から日本統治下の朝鮮を徐々に制圧して行き、1945年9月2日の日本の降伏までには、北緯38度線以北の朝鮮（北朝鮮）全域に進駐した。日本がポツダム宣言の受諾を宣言した時点（1945年8月15日）で、朝鮮には朝鮮人による独自の共産党組織があった。しかしソ連は、東ヨーロッパの衛星国に対して採った方針を踏襲し、第二次世界大戦期をソ連で過ごした朝鮮人の共産党員に、好んで権力を与える方針を持っていた。そのため、1946年2月にソ連軍（赤軍）は、ソ連に亡命し、そこで朝鮮人共産党員の指導的役割を担っていた金日成を、北朝鮮の行政機関である北朝鮮臨時人民委員会の委員長に任命した。金日成率いる抗日パルチザン出身の一派（後の満州派）は、朝鮮の共産主義者の中では少数派に過ぎなかった。しかし、帰国直前にモスクワで行われたスターリンとの会談で、ソ連が樹立を考えていた朝鮮の共産党政権の指導者として認定されたと言われている。同年11月3日に総選挙を実施した北朝鮮臨時人民委員会は、1947年2月に立法機関「北朝鮮人民会議」を設置すると共に、北朝鮮臨時人民委員会を行政府「北朝鮮人民委員会」に再編成し、北朝鮮を統治する政府組織を構成していった。金日成は北朝鮮の社会主義化政策を進めると共に、朝鮮共産党北朝鮮分局（後に北朝鮮労働党に改称）を結成し、徐々に反対派を権力の中枢から追放していった。

## 建国後

### 建国当初～1950年代　朝鮮戦争と共産化

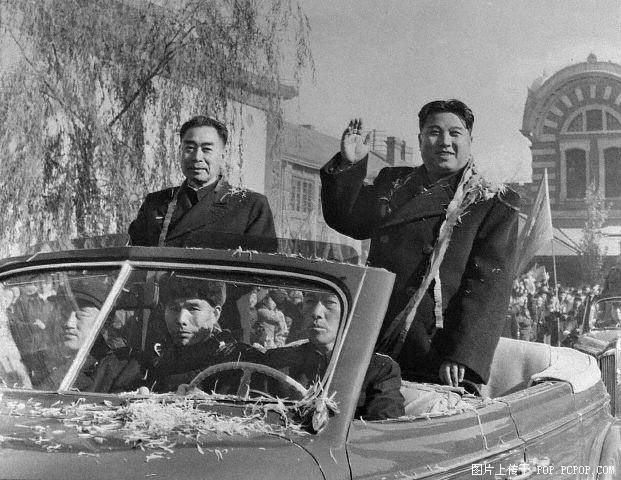
中国の周恩来国務院総理と会談するために北京を訪問した金日成首相（1958年）。

朝鮮民主主義人民共和国は、ソ連の朝鮮占領軍が監督する中で、1948年9月9日に独立を宣言した。
建国の翌年の1949年6月30日に北朝鮮労働党と南朝鮮労働党が合併し、朝鮮労働党が成立した。建国当初の朝鮮民主主義人民共和国は、まだ金日成首相への権力集中が果たされておらず、満洲（中国東北部）でパルチザン闘争を行っていたとされる金日成の満州派の他、朝鮮北部甲山郡を根拠地に満州派と共に東北抗日聯軍を構成し普天堡の戦いを共に戦った縁で当初関係良好・準同盟関係だった甲山派（領袖は甲山工作委員会・朝鮮民族解放同盟を結成した朴金喆）、日本統治時代に朝鮮地域内で抵抗運動を続け戦後は南朝鮮労働党を結成していたいわゆる南労党派（領袖は朴憲永）、中国共産党、八路軍に所属し、抗日闘争を共闘していたいわゆる延安派、ソ連に渡りソ連国籍を有しているソ連派などの勢力に分かれていた。
1950年6月25日の朝鮮民主主義人民共和国（北朝鮮）の大韓民国（韓国）侵攻（南進）によって勃発した朝鮮戦争は、当初韓国の李承晩大統領を釜山に追い詰めるまでに優勢だった北朝鮮の朝鮮人民軍をダグラス・マッカーサー率いる国連軍が朝鮮半島北上によって押し戻し、一時期大韓民国国軍は中朝国境の鴨緑江にまで達したが、この国連軍北上に対抗して成立間もない中華人民共和国から中国人民志願軍（抗美援朝義勇軍）が派遣され、戦争は朝鮮半島全土を荒廃させた後、1953年7月27日に朝鮮戦争休戦協定によって軍事境界線（38度線）を挟んでの朝鮮民主主義人民共和国と大韓民国との休戦が実現した。この朝鮮戦争では北朝鮮による武力統一こそ実現しなかったものの、この際に軍事委員会委員長となった金日成首相の権力を強化させ、甲山派・延安派・ソ連派と連携協力して最初の政敵とされた南労党派の打倒へと向かわせた。なお、朝鮮戦争の際の中国の介入により、中朝連合軍が結成された際、中朝連合軍の彭徳懐司令官は金日成首相を差し置いて延安派の朴一禹を中朝連合軍の副司令官に任命している。
しかし、1956年のフルシチョフ第一書記によるソ連共産党第20回大会におけるスターリン批判（個人崇拝も批判の対象となった）は、金日成の個人崇拝を進めようとする北朝鮮にも影響を与え、これ以降、朝鮮労働党内の延安派、ソ連派が金日成の批判を強めた。こうした事態に対して金日成は甲山派と共同で、強権的に政敵を逮捕・除名（8月宗派事件）することで乗り切り、1950年代末までにはほぼ当初の政敵派閥を駆逐した（最後に残り、後に対立する甲山派の粛清・駆逐は1967年に行われた）。この間、農業の集団化し、産業の国有化が進められ、1956年より「千里馬運動」が開始された。1950年代末までに社会主義経済体制が構築されたといえる。

### 1960年代 主体思想
1960年代になると、隣国の中華人民共和国（中国）とソ連間で対立が深まった（中ソ対立）。北朝鮮は当初は両国の顔色をうかがったものの、1962年10月のキューバ危機の頃より親中に傾いた。同月勃発した中印国境紛争ではネルー政府を「侵略者」と非難した。ほぼ同時期、中国と北朝鮮は平壌で会談を持ち、「中朝辺界条約」（「朝中国境線条約」）を結んだが、その内容や交渉経緯は公表されていない。ただし、条約前後の地図を比較すると、金日成は、ここで間島地方を正式に放棄したばかりではなく、「民族の聖山」である白頭山領地を中国側に割譲したものと思われる。これについては、「民族に対する裏切り行為」であり、「民族共有の財産まで私物化した」ものという批判がある。キューバ危機では北朝鮮はフルシチョフのミサイル撤去に不満を表明した。12月、北朝鮮は全人民の武装、全国土の要塞化、全軍現代化、全軍幹部化という四大軍事路線を採択した。
こうして保たれた中朝蜜月であったが、一方でソ連が北朝鮮への経済援助を打ち切る措置をとったことは、北朝鮮経済に深刻な打撃となった。その後、1966年に始まった文化大革命の時期より、紅衛兵ら文革派が金日成を修正主義者だと批判したことによって中国との関係が悪化したことで、領土問題も再燃して中朝間に銃撃戦が発生した。すると今度は石油の入手などを図ってソ連に接近した。こうした政策をとるなかで、1950年代までの時期と比べ経済援助の受入額が激減し、計画経済の行き詰まりと相まって経済危機が深刻さを増した。
一方で、1960年代の韓国は、1961年の5・16軍事クーデターにより権力を握った朴正煕大統領による軍事独裁（開発独裁）のもとでアメリカ合衆国や日本との関係を深め、アメリカ軍の同盟軍として大韓民国国軍をベトナム戦争に派兵したことなどによって入手した多額の資本を受け入れながら急速に工業化を進めていた（「漢江の奇跡」）。そのため、中ソの資金援助を当てにできない状況下で、北朝鮮は一国社会主義体制を形成して韓国に対抗する必要に迫られた。こうした中、1960年代半ばより北朝鮮は「主体思想」を示し、「思想における主体、政治における自主、経済における自立、国防における自衛」の重要性を唱え、民族主義的・個人崇拝的な国家運営へと傾いていった。この頃、韓国に対して強硬策をとり、1968年にはゲリラ部隊にソウルの大統領官邸を襲撃させようとする事件（青瓦台襲撃未遂事件）まで起こっている。しかしながら、こうして対立姿勢を打ち出すためには多額の軍事費が必要とされ、民衆には厳しい負担が課されることになった。

### 1970年代　1972年憲法と金正日の台頭

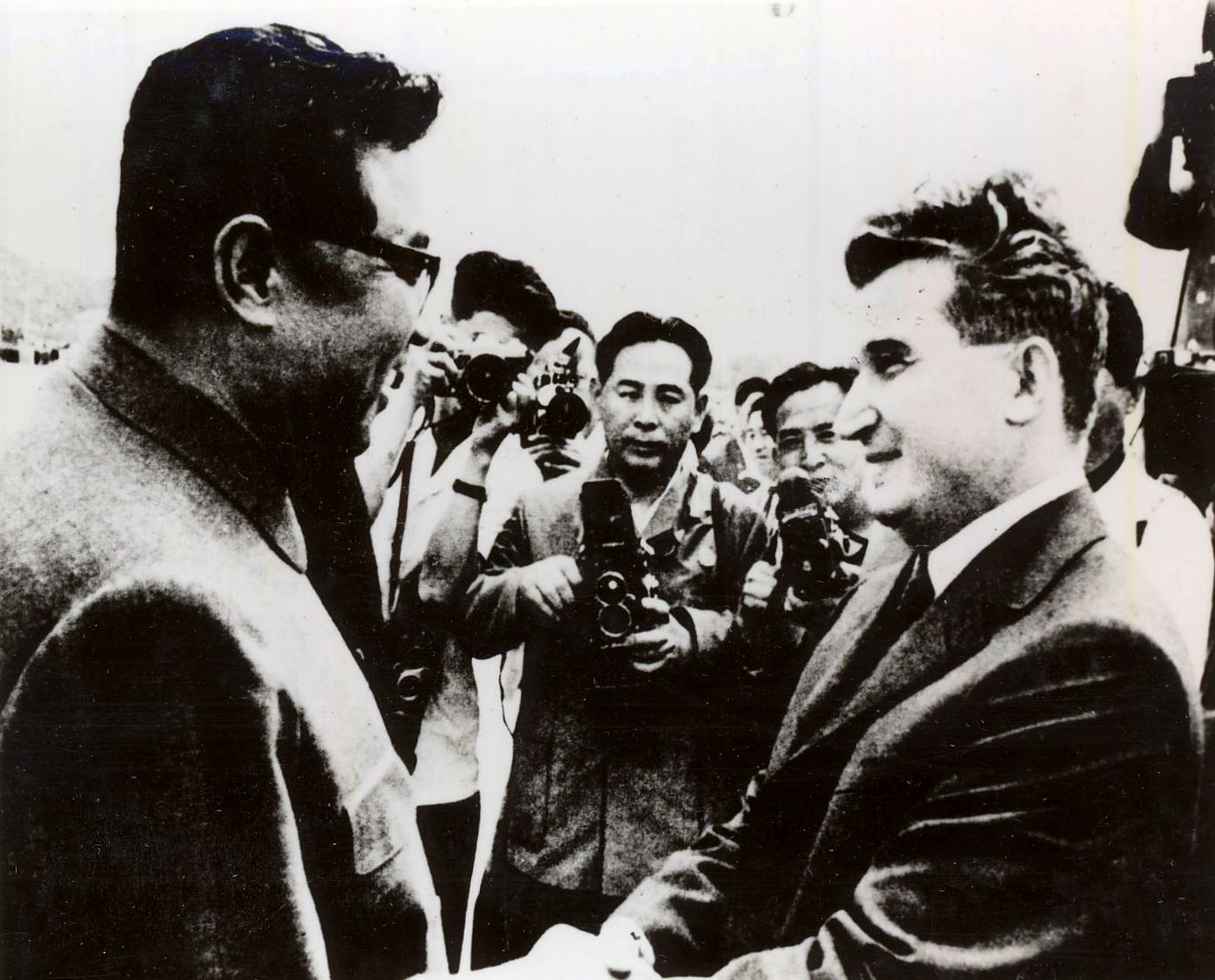
ルーマニア社会主義共和国のニコラエ・チャウシェスク国家評議会議長と会談する金日成首相（1971年）。

1972年12月27日、北朝鮮は新たな憲法を制定した。この憲法は「朝鮮民主主義人民共和国社会主義憲法」と称され、「主体思想」が記された。独立時の憲法では首都は大韓民国が実効支配していたソウルとされたが、この1972年憲法では公式にそれまで首都機能の存在した平壌に定められた。また、新たに朝鮮民主主義人民共和国主席（国家主席）の地位が定められ、これまで首相だった金日成がその地位についた。
この新体制のもとで金日成主席の息子の金正日が思想・技術・文化の「三大革命」を担い、1974年には正式に後継者として指名された。指導原理としては「マルクス・レーニン主義」を継承しつつ北朝鮮の独自性を加えた「主体思想（金日成主義）」が示され、国家の指導原理となっていった。この「主体思想（金日成主義）」の解釈権は金日成・金正日が独占しているため、その権力は理念において絶対的に保障されることになった。また、金一族による世襲支配の方針が明確に示される中でその血統が神格化され、様々な革命神話を通じて一族支配の正統化・絶対化が進められた。
文化面でも、金日成が構想したとされる原作にそった『血の海』『花を売る乙女』が歌劇として上演され、映画に関心のある金正日の指導下でこれらが映画化された。1960年代末より朝鮮中央テレビが開局したこともあり、テレビ・映画（北朝鮮映画）などのメディアを利用して民衆の価値観を統一することも可能になった。
一方、外交面では1972-3年に韓国との間でいわゆる南北対話が進められ、南北共同声明が発されたが、人道面での交流を進めようとする韓国と、そもそも韓国を解放闘争の対象とみなし、外国勢力の排除を重視する北朝鮮との間で妥協点を見出すことは難しく、1973年の大韓民国中央情報部（KCIA）による金大中拉致事件の直後に交渉は中断された。

### 1980年代　ラングーン事件と第2次南北対話

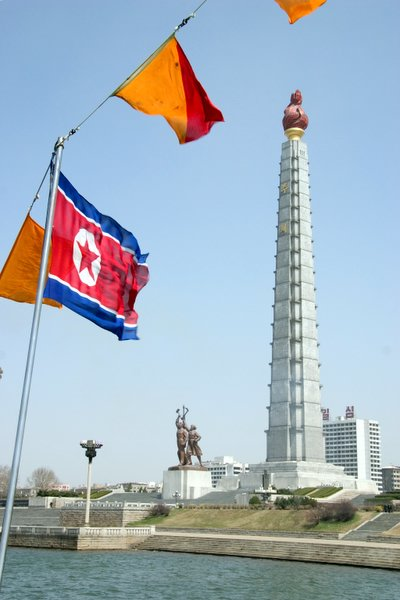
1972年制定の朝鮮民主主義人民共和国社会主義憲法に国家の指針として定められた主体思想を記念する首都平壌の主体思想塔は、1982年に落成した。

北朝鮮は1980年10月の朝鮮労働党第6次大会で「高麗民主連邦共和国」構想を発表し、韓国の現政権の打倒と人民の解放による南北統一というビジョンを明らかにした。折しも韓国では全斗煥政権に対する学生民主運動家の闘争が激化しており（光州事件）、これを南朝鮮解放の好機と見たためである。全斗煥政権との対決を強める北朝鮮は1983年、全斗煥大統領のアジア諸国歴訪に合わせてビルマにてラングーン事件を起こし、韓国政府の要人複数を暗殺する。しかし、北朝鮮政府の予期に反してこの事件は国際的非難を浴びることとなった。
窮地に立たされた北朝鮮は1984年、中国の仲介によって第2次南北対話を開始し、韓国に対する外交姿勢を対決から対話へと急速に切り替えた。この第2次南北対話では、離散家族の相互訪問という一定の人道的成果がもたらされた。
しかし、1987年に韓国で再び全斗煥政権と対決する民主化闘争が激化すると、勢いづいた北朝鮮は大韓航空機爆破事件を起こし、再びテロ国家として国際的非難を浴びることとなる。翌1988年に韓国は単独でソウルオリンピックを成功させ、経済発展を遂げ国際社会における地位を確立した韓国と、国際社会から孤立する北朝鮮との彼我の差は決定的なものとなった。

### 1990年代前半　冷戦終結と核問題、金日成の死
1989年以降の共産世界での民主化運動は、北朝鮮にも影響を与えた。ことに北朝鮮の友好国だったルーマニア社会主義共和国でチャウシェスク体制が崩壊し、チャウシェスク元書記長夫妻が軍により処刑された事件、中国で六四天安門事件が最終的に軍の介入により沈静化した顛末は、北朝鮮政府に軍の地位の重要性を再認識させることとなった。北朝鮮は金正日への権力継承を進めるにあたり、最高指導者が軍を掌握する体制の確立に努めた。
1990年にはペレストロイカを推進していたミハイル・ゴルバチョフの下でソ連と韓国が国交を正常化した。南北統一を悲願とする北朝鮮にとり、ソ連による韓国の国家承認は分断状態の是認と考えられ、大きな衝撃を与えた。こうした中で1990年9月から北朝鮮と韓国は再び南北対話を開始するが、この中で北朝鮮は南北統一の形として一国二制度の形もありうるとの妥協案を提示した。また、1991年には非核化交渉も開始し、1991年12月には南北共同合意書及び非核化共同宣言が採択されるに至った。同1991年には朝鮮民主主義人民共和国と大韓民国は国際連合に同時加盟している。
一方、日本との関係では、1991年から国交正常化のための日朝交渉が開始されたが、拉致問題が取り沙汰されると北朝鮮が態度を硬化させた。さらに、1992年には韓国と中国が国交を正常化し、これにより北朝鮮の立場はいよいよ追いつめられたものになる。1993年までに北朝鮮は日朝交渉と南北対話を中断し、核拡散防止条約（NPT)からの脱退を宣言する。
北朝鮮の核問題に対してはアメリカ合衆国が交渉に当たることになり、1993年6月から米朝交渉が開始された。この中では北朝鮮がすでに開発していた原子炉の平和利用への転換などが模索され、1994年6月にはカーター元大統領が訪朝して金日成主席と会談するなど、対話の機運は熟していた。その最中で1994年7月8日に金日成主席が死去し、対話は中断することとなるが、金日成死後の1994年12月27日にアメリカ合衆国のビル・クリントン大統領と北朝鮮当局との間で米朝枠組み合意が結ばれた。

### 1990年代後半　先軍政治

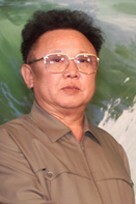
第二代最高指導者、金正日総書記。

1995年3月に日米韓が、核開発の中止に代わる北朝鮮のエネルギー調達を補うため朝鮮半島エネルギー開発機構(KEDO)を設立すると、核開発問題は1つの区切りをみせた。
1995-1996年には水害によって農業生産が打撃を受け、北朝鮮は食糧危機に陥った。正確な人数は不明だが、飢餓により22万人から350万人が死亡したといわれる。金日成主席の死去後、後継者となった金正日総書記は「苦難の行軍」というスローガンでこの危機を切り抜けようとした。大飢餓を招いたのは北朝鮮当局の責任とする批判があり、経済史学者の李栄薫は「金日成主席の死亡（1994年）から1997年までに金日成の墓のために使われた資金は9億ドル（約970億円）にのぼる。その金があれば、1995年から1998年にかけ300万人が死んだとされる大飢餓の人々を救えたはずだ」と述べている。また、韓国から北朝鮮に向けて風船で散布している北朝鮮向けビラには、「300万人が飢えて死んだ『苦難の行軍』の時、3年間も北朝鮮人民らを養うことのできる8億9千万ドルを投じて自分の父の金日成の死体を飾るのに費やしました。このお金で食糧を買い、飢える人民に食べさせたら、数百万人が餓死はしなかったはずです。これがまさに人民の父母、人民の指導者と騒ぎ立てる金正日の正体です」と書かれている。謎とされるのは、各国をはじめとする食糧援助がなされ、充分に食糧があった時からむしろ、膨大な数の餓死者が現れていることである。
1997年9月9日より、西暦1912年を元年とする主体年号が導入された。
1998年に北朝鮮はテポドン・ミサイルの発射実験を成功させ、再び国際社会との対決姿勢を強めるが、米国主導で日米韓と北朝鮮との交渉が進められ、1999年には、米国の経済制裁の一部解除と引き換えに、北朝鮮がミサイルの発射実験を行わないとの合意が成立した。1999年4月30日『朝鮮日報』によると、テポドン1号発射には最低3億ドルかかり、3億ドルで国際市場のトウモロコシを買えば約350万トンになり、それだけで北朝鮮全国民の1年分の食糧となる。1999年4月22日『労働新聞』は、金正日の「（1998年8月のテポドン1号発射について）敵は何億ドルもかかっただろうと言っているが、それは事実だ」「私は、わが人民がまともに食べることができず、他人のようによい生活ができないということを知りつつも、国と民族の尊厳と運命を守り抜いて明日の富強祖国を建設するため、資金をその部門に振り向けることを承諾した」という発言を報じている。安明進によると、1990年代後半に金正日は「反乱が起きたら全部殺せ。餓死者は死なせておけばいい。私には2千百万全部の朝鮮人民が必要なのではなく、百万の党員がいればいいんだ」と発言した。
韓国との関係も、1998年に金大中が大統領に就任して以後は、いわゆる太陽政策によって関係改善に向かった。

### 2000年代
2000年にはロシアのイワノフ外相訪朝に続き、金正日総書記が北京を訪問するなど、長年冷え切っていたロシア・中国との関係が好転した。それとともに北朝鮮はイタリア、オーストラリア、英国、ドイツなど諸外国と国交を樹立し、国際社会への参加が進んだ。2000年6月には大韓民国と金大中大統領の太陽政策により、朝鮮民主主義人民共和国の金正日国防委員長と金大中大統領の間で初の南北首脳会談が開催された。
2003年1月10日、アメリカ合衆国の軍事的脅威を理由に挙げ、核拡散防止条約第十条を根拠にNPTからの脱退を通告した。その後2003年3月のイラク戦争開戦後、2003年8月よりこの北朝鮮核問題を中心議題に朝鮮民主主義人民共和国、アメリカ合衆国、中華人民共和国、大韓民国、日本、ロシアの六ヵ国によって六者会合が始まったが、2005年2月10日、北朝鮮は公式に核兵器の保有宣言を行い、2006年10月9日に地下核実験を行った事から当条約上で定義された「核兵器国」以外の事実上の核保有国となった。
また、幾度もミサイル発射実験を行い、1993年を除き、打ち上げ時には国連安保理から非難の声明が出されている（北朝鮮によるミサイル発射実験 (2006年)、北朝鮮によるミサイル発射実験 (2009年)も参照）。
深刻な飢餓に苦しむ人々のなかから、北朝鮮を逃れる脱北者と呼ばれる北朝鮮人が相次いぎ、国境警備の目を盗み、命がけの思いで国境の川を渡り、中国に逃れた脱北者らは、人身売買の対象になっており、20歳〜24歳の女性は7千元、25歳〜30歳の女性は5千元、30歳以上は3千元で中国で売られている。中国東北部に潜伏する脱北者は、30万人〜40万人と見積もられている。2009年の中国への脱北者は2万5千人〜3万人。4割は中国にとどまるが、6割はベトナムやモンゴルなどの第三国に渡り、大半は売春婦か中国人の妻になる。売春婦になる場合、「満足に食べられるならただ働きでいい」という希望者は、いくらでもいる。アメリカ合衆国国務省の2009年『人身売買に関する年次報告書』によると、脱北者は中国と国境を接する咸鏡北道からが多く、8割が人身売買の犠牲になっており、強制的に売春させられたり、中国人の妻になる女性が多く、妻を不要だと感じた夫が、別の男性に「転売」する事例も発生しており、脱北に失敗した者は強制収容所に送られ、強制労働や拷問、レイプなどの虐待を受ける。アメリカ合衆国国務省の2009年『人身売買に関する年次報告書』は、人身売買根絶への取り組みで評価した4分類のうち、北朝鮮を最低ランクの17カ国に指定している。脱北を商売にする仲介業者は少なくとも150社ほど存在しており、ほとんどが中国朝鮮族である。脱北者の人身売買には「人販子（レンファンツー）」と呼ばれる仲介業者が暗躍し、また、一部の中朝国境警備部隊員が結託しており、ホステスや売春婦、中国人の妻になる場合、中国の仲介業者は依頼主から脱北者1人あたり6千～7千元（約7万8千～9万1千円）を受け取り、このうち4千元（約5万2千円）を中国の警備部隊関係者に支払い、その中から1千元（約1万3千円）が、協力した北朝鮮の隊員に渡る。たばこの箱に詰めて手渡すことが多い。

### 2010年代　金正日の死と金正恩体制

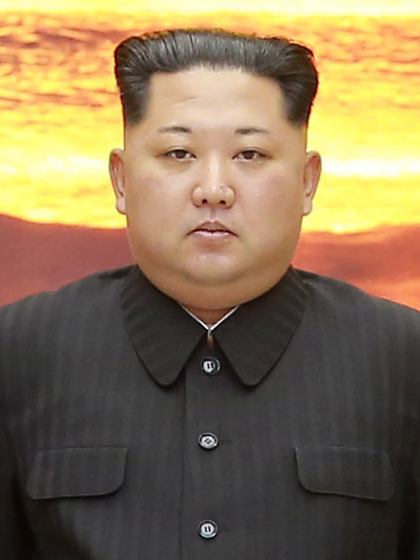
第三代最高指導者、金正恩（第一書記→党委員長→総書記）

2011年12月17日に金正日総書記が死去したことから、金正日と高英姫の間に生まれた実子かつ金日成の孫の金正恩が後継者になった。その後、「元帥」という称号が与えられた。
2013年6月、憲法や朝鮮労働党規約よりも上位とされる「党の唯一思想体系確立の10大原則」を39年ぶりに改正した。それによると、「わが党と革命の命脈を白頭の血統で永遠に継承し、その純潔性を徹底して固守しなければならない」という項目ができ、三代世襲を明文化し、正当化している。更に、共産主義社会の基本理念である「プロレタリア独裁」という表現も削除した。また、必ず達成すべき偉業として「共産主義」「社会主義」の名目もなくなり、代わって「主体革命」という言葉が入った。専門家は、これは北朝鮮が社会主義国家から王朝国家への変貌を公式に宣言したものと分析している。
2016年5月6日から5月9日にかけて、祖父で初代最高指導者金日成体制下の1980年以来36年ぶりの朝鮮労働党大会（第7回）が開催された。
2017年9月3日、北朝鮮は火星12型の発射実験・水爆実験をおこなったが、これに対し、国際連合安全保障理事会は9月11日、北朝鮮に対する制裁決議を中国・ロシアも含めた全会一致で採択した。9月19日、ドナルド・トランプアメリカ合衆国大統領は、ニューヨークの国際連合本部で行った演説で金正恩を「ロケットマン」と呼び、「ロケットマンは自爆行為に走っている」「米国と同盟国の防衛を迫られれば、北朝鮮を完全に破壊する以外に選択肢はない」と発言した。
2018年4月27日 金正恩が北朝鮮の最高指導者として史上初めて板門店の軍事境界線を超えて韓国（北朝鮮側の呼称：南朝鮮）を訪問し、文在寅大統領と第三次南北首脳会談を実施し、「板門店宣言」を発表した。そこでは、朝鮮半島の完全な非核化を南北の共同目標として、積極的に努力をすることや、休戦状態の朝鮮戦争の終戦を2018年内に目指して停戦協定を平和協定に転換すること、南北共同連絡事務所を北朝鮮の開城特別市に設置することなどが合意された。
2018年6月12日 金正恩国務委員会委員長がアメリカのトランプ大統領と、シンガポールにて米朝首脳会談を実施し、両国首脳による共同声明を発表した。米国の現職大統領と北朝鮮の最高指導者が直接対面し会談を行ったのは史上初であった。

### 2020年代
2020年代に入ると、金正恩の同母妹で国務委員、朝鮮労働党中央委員会宣伝扇動部副部長などを務める金与正が絶大な権力を振うようになる。

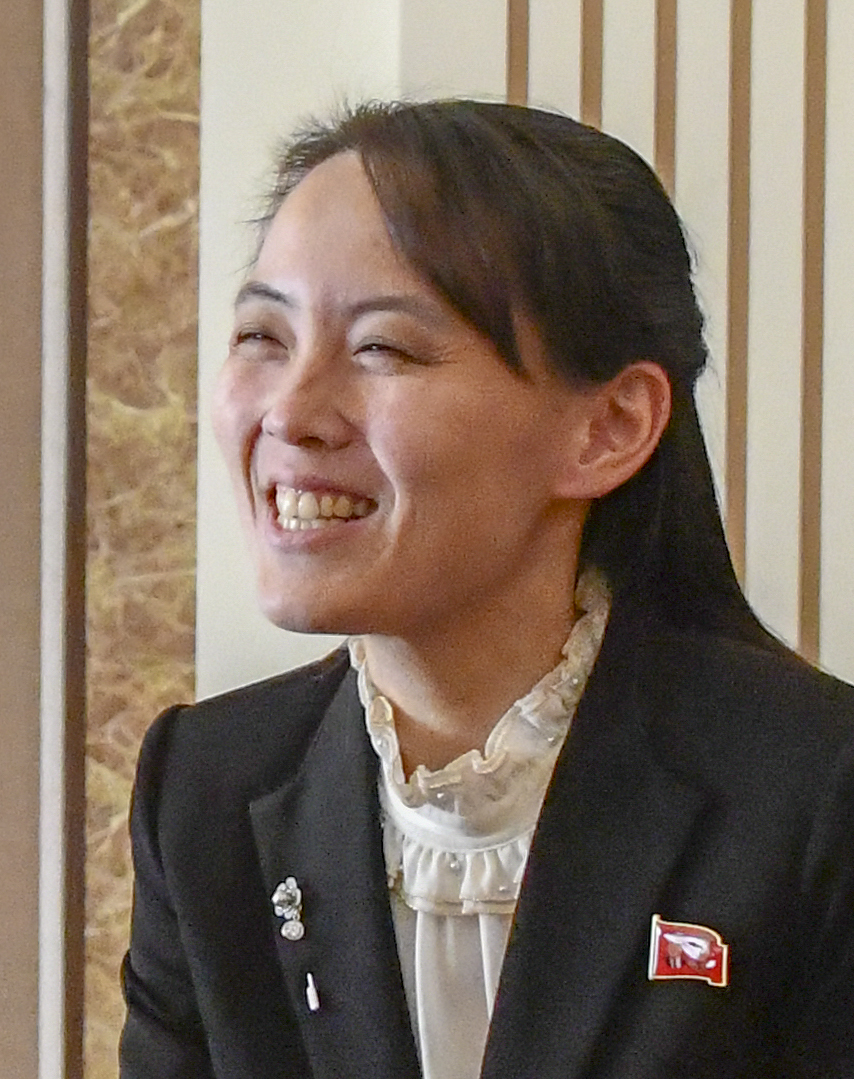
金与正

2020年6月4日、韓国の脱北者団体による体制批判ビラ散布に対し、金与正は「南朝鮮当局者が北南合意を真に重んじて履行する意志があるなら、家の中の汚物（脱北者）を捨てて掃除するのが当然だ」「窮屈な弁解をする前にクズの茶番劇を阻止する法律でもつくり、当初から忌まわしいことが起こらないように万全を期すべきだ」という非難・警告の談話を発表した。そして、6月16日午後2時49分ごろ、韓国が建築・運営に総額170億ウォン（約15億円）を投じた開城工業地区にある南北共同連絡事務所を爆破した。
中国との間では国境封鎖が繰り返され、2021年5月の中朝貿易は前年比88.7％減少し、生活物資を中国に頼る北朝鮮人民の生活は困窮の度を深めている。国連報告者は、北朝鮮は物資不足で飢餓の恐れありと報告した。北朝鮮当局は、国民に対し「苦難の行軍」を実施することを決心したと公表した。
こうした苦境のなか、2021年9月11日、12日、北朝鮮は2度にわたり日本海に向けて巡航ミサイルを発射した。また、同月15日12時32分頃と12時37分頃、有蓋貨車から日本海に向けて弾道ミサイルを2発発射した。これについて、岸田文雄前政調会長は9月13日に外交・安全保障政策について記者会見し、弾道ミサイルを相手国領域内で阻止する「敵基地攻撃能力」の保有について「有力な選択肢」と発言、内閣総理大臣就任後も、北朝鮮のミサイル基地を先制攻撃して無力化する能力の向上に前向きな姿勢をみせた。高市早苗もまた、そのための法整備を急ぎたい考えを示した。こうした流れを受けて、11月12日、日本の防衛省では「防衛力強化加速会議」についての会合が持たれた。また、2021年10月17日、アメリカ国防総省の情報機関は、北朝鮮の軍事力に関する報告書を発表し、北朝鮮が2021年から2022年にかけて長距離弾道ミサイルの発射実験を再開する可能性があるとして、警戒感を示した。